# PP Волос Вероники
PP Волос Вероники (лат. PP Comae Berenices), HD 117589 — одиночная переменная звезда в созвездии Волос Вероники на расстоянии приблизительно 350 световых лет (около 108 парсек) от Солнца. Видимая звёздная величина звезды — от +7,39m до +7,38m.

## Характеристики
PP Волос Вероники — жёлто-белая пульсирующая переменная звезда типа Дельты Щита (DSCTC) спектрального класса F1IV*, или F0III, или A5. Масса — около 1,747 солнечной, радиус — около 2,035 солнечного, светимость — около 10,215 солнечной. Эффективная температура — около 6921 K.

## Планетная система
В 2019 году учёными, анализирующими данные проектов HIPPARCOS и Gaia, у звезды обнаружена планета HIP 65933 b.